# Campeonato da NACAC de Atletismo Sub-23
O Campeonato da NACAC de Atletismo Sub-23 é uma competição de atletismo sub-23 realizada entre as associações membros da Associação de Atletismo da América do Norte, Central e Caribe (NACAC). As regras e regulamento da competição foram definidos em 1998 durante reunião extraordinária dos membros presentes nos Jogos da América Central e do Caribe, em Maracaibo, na Venezuela. A principio a competição foi aberta a atletas com menos 25 anos. Durante um congresso realizado na Ilha de Granada em 3 de julho de 2003, resultou na redução para 23 anos de idade no ano de realização da competição.

## Edições
|     | Ano  | Sede          | País                 | Data                      | Estádio                                     |
| --- | ---- | ------------- | -------------------- | ------------------------- | ------------------------------------------- |
| 1º  | 2000 | Monterrei     | México               | 3-5 de agosto             | Universidad Autónoma de Nuevo León          |
| 2º  | 2002 | San Antonio   | Estados Unidos       | 9-11 de agosto            | Estádio E.M. Stevens                        |
| 3º  | 2004 | Sherbrooke    | Canadá               | 30 de julho a 1 de agosto | Estádio Université de Sherbrooke            |
| 4º  | 2006 | Santo Domingo | República Dominicana | 7-9 de julho              | Estadio Olímpico Félix Sánchez              |
| 5º  | 2008 | Toluca        | México               | 18-20 de julho            | Estádio Universitário Alberto Chivo Cordova |
| 6º  | 2010 | Miramar       | Estados Unidos       | 9-11 de julho             | Complexo Desportivo Ansin                   |
| 7º  | 2012 | Irapuato      | México               | 6-8 e julho               | Centro Paralímpico Nacional                 |
| 8º  | 2014 | Kamloops      | Canadá               | 8-10 de agosto            | Estádio Hillsid                             |
| 9º  | 2016 | San Salvador  | El Salvador          | 15-17 de julho            | Estádio Jorge "Mágico" González             |
| 10º | 2019 | Querétaro     | México               | 5-7 de julho              |                                             |
| 11º | 2021 | San José      | Costa Rica           | 9-11 de julho             | Estádio Nacional                            |

## Competições
- Campeonato da NACAC de Atletismo
- Campeonato da NACAC de Atletismo Sub-20
- Campeonato da NACAC de Atletismo Sub-18
- Campeonato da NACAC de Marcha Atlética
- Campeonato da NACAC de Corta-Mato
- Campeonato da NACAC de Corrida de Montanha